# Яранга
Яра́нга (чук. яраӈы — жилище, дом) — традиционное переносное или стационарное жилище чукчей. Аналогичные жилища имеются и у некоторых других народов северо-востока Сибири и Аляски: эскимосов (эским. мыӈтыӷаӄ), коряков (коряк. яяӈа). Имеет купольную форму и высоту от 3,5 до 4,7 метра и диаметр от 5,7 до 7—8 метров.

## Конструкция
Каркас яранги собирают из лёгких деревянных шестов в форме слегка наклонённой внутрь стенки и конуса или купола над ней. В отличие от переносных яранг, у стационарных имеется центральный столб или тренога, поддерживающие коническое перекрытие. У некоторых яранг вершина несколько смещена к северу. Сверху каркас покрывают оленьими или моржовыми шкурами, летом — брезентом. В среднем на ярангу обычного размера требуется потратить около 50 шкур. Снаружи яранга обвязывается ремнями с привязанными к ним камнями. Приморские чукчи нижнюю часть стационарной яранги обкладывают камнями или дёрном в виде низкой стенки. Дверь — дощатую или из куска кожи — закрывают только во время буранов.
Внутри яранга делится на жилое отапливаемое помещение — иоронгу и холодную переднюю часть — чоттагин. Костёр разжигают в передней части. Так как дымового отверстия нет, то дым от очага выходит через дверь.

Иоронга — тёплая часть яранги, полог, у стенки напротив двери. Представляет собой лёгкий прямоугольный ящик из строганых драночек, обтянутый выделанными оленьими шкурами, пол которого покрыт лахтажьей кожей. На потолок накладывают сухой травы. Передняя стенка представляет собою свободно спускающуюся завесу — чоугрын, приподнимая которую, вползают в иоронгу. Число иоронг (обычно 3—4) зависит от количества брачных пар или родителей и детей. Все пологи привязываются с помощью шестов к горизонтальной жерди у задней стенки жилища. Иоронга освещается и отапливается одним или несколькими — в зависимости от размера — жирниками (чук. ээк и эским. наник) — каменными, глиняными или деревянными лампами с жиром морских животных. На них также готовили пищу.